# Kiana Madeira
Kiana Madeira (Toronto, 4 de novembro de 1992) é uma atriz canadense. Interpretou Deena Johnson na trilogia de filmes de terror da Netflix, Fear Street.

## Biografia
Kiana Madeira nasceu em Toronto, Ontário e cresceu em Mississauga, Ontário. Ela é descendente de portugueses por parte de pai e de ascendência irlandesa, das Primeiras Nações, e afro-canadenses por parte de mãe. Ela se interessou por atuação aos 5 anos, após se apaixonar por John Travolta em Grease.

## Carreira
Em fevereiro de 2019, Madeira foi escalada para o papel principal de Deena na trilogia de filmes Fear Street, que foi lançada na Netflix em julho de 2021. Em junho de 2021, foi anunciado que ela estrelaria no filme de ação e romance Perfect Addiction, ao lado de Ross Butler.

## Vida pessoal
Madeira está noiva do ator Lovell Adams-Gray, namoram desde 2017.

## Filmografia
| Ano  | Título                                                   | Papel                      | Notas              |
| ---- | -------------------------------------------------------- | -------------------------- | ------------------ |
| 2010 | Harriet the Spy: Blog Wars                               | Rachel Hennessy            | Telefilme          |
| 2011 | Salem Falls                                              | Isobel                     | Telefilme          |
| 2014 | One Christmas Eve                                        | Maritza                    | Telefilme          |
| 2015 | Bad Hair Day                                             | Sierra                     | Telefilme          |
| 2016 | The Swap                                                 | Sassy Gaines               | Telefilme          |
| 2016 | The Night Before Halloween                               | Lindsay                    | Telefilme          |
| 2016 | Bruno & Boots: Go Jump in the Pool!                      | Diane Grant                | Telefilme          |
| 2017 | Neverknock                                               | Amy                        | Telefilme          |
| 2017 | Bruno & Boots: This Can't Be Happening in Macdonald Hall | Diane Grant                | Telefilme          |
| 2017 | Bruno & Boots: The Wizzle War                            | Diane Grant                | Telefilme          |
| 2018 | Giant Little Ones                                        | Jess                       |                    |
| 2018 | Level 16                                                 | Clara                      |                    |
| 2019 | She Never Died                                           | Suzzie                     |                    |
| 2021 | Fear Street Part One: 1994                               | Deena Johnson              | Filme de streaming |
| 2021 | Fear Street Part Two: 1978                               | Deena Johnson              | Filme de streaming |
| 2021 | Fear Street Part Three: 1666                             | Deena Johnson / Sarah Fier | Filme de streaming |
| 2021 | After - Depois do Desencontro                            | Nora                       |                    |
| 2022 | After Ever Happy                                         | Nora                       |                    |

| Ano       | Título                       | Papel          | Notas                                       |
| --------- | ---------------------------- | -------------- | ------------------------------------------- |
| 2007      | Little Mosque on the Prairie | Halaqa Teen #2 | Episódio: "Best Intentions"                 |
| 2011–2013 | Really Me                    | Julia Wilson   | Principal                                   |
| 2011      | My Babysitter's a Vampire    | Hannah Price   | Episódio: "Double Negative"                 |
| 2016      | The Other Kingdom            | Mindy          | Episódio: "The New Kid"                     |
| 2016      | Conviction                   | Cindy Rosario  | Episódio: Pilot                             |
| 2017      | Dark Matter                  | Lyra           | Episódio: "It Doesn't Have to Be Like This" |
| 2017      | Wynonna Earp                 | Poppy          | Episódio: "Whiskey Lullaby"                 |
| 2017      | Barbelle                     | Brooklyn       | 2 episódios                                 |
| 2018      | Sacred Lies                  | Angel Trujillo | Principal                                   |
| 2018      | Taken                        | Amy            | Episódio: "Render"                          |
| 2018      | The Flash                    | Spencer Young  | Episódio: "News Flash"                      |
| 2019–2020 | Trinkets                     | Moe Truax      | Principal                                   |
| 2019      | Coroner                      | Amanda Reyes   | Episódios: "Scattered", "Quick or Dead"     |